# Aleksandrs Stankus
Aleksandrs Stankus (* 13. Juli 1907 in Aizpute; † 23. Dezember 1944 in Džūkste) war ein lettischer Fußballspieler.

## Karriere
Aleksandrs Stankus spielte Vereinsfußball in Lettland für Olimpija Liepāja und dem ASK Riga.
Zwischen 1930 und 1937 spielte er 17-mal für die Lettische Fußballnationalmannschaft. Er debütierte für die Nationalelf im August 1930 während des Baltic Cup gegen Estland. Mit Lettland gewann er die Austragungen des Baltic Cup 1932 und 1933.
Aleksandrs Stankus kämpfte als lettischer Freiwilliger im Lettischen SS-Verband im Zweiten Weltkrieg. Er wurde nach der Kesselschlacht von Kurland als vermisst gemeldet.

## Erfolge
- Baltic Cup: 1932, 1933